# Алберети (Торино)
Алберети (итал. Alberetti) је насеље у Италији у округу Торино, региону Пијемонт.
Према процени из 2011. у насељу је живело 25 становника. Насеље се налази на надморској висини од 334 м.